# Ingrid
Ingrid ist ein weiblicher Vorname.

## Varianten
- dänisch: Inger, Ingerid, Ingfred, Ingred
- färöisch: Ingirið, Ingrið
- finnisch: Inker, Inkeri, Inkri
- isländisch: Ingifríður, Ingiríður
- litauisch: Ingrida
- norwegisch: Ingefrid, Inger, Ingerid, Ingfrid, Ingfrida, Ingfryd, Ninni
- polnisch: Ingryda
- samisch: Iŋgir
- schwedisch: Ingefrid, Inger, Ingifridh, Ingra, Ingri
- slowakisch: Ingrida

## Herkunft und Bedeutung
Der Name Ingrid entstand aus der Zusammensetzung der altnordischen Worte „ingwia“ (dem Stammes- bzw. Regengott Ingwio geweiht) und „friðr“ (Schönheit).

## Verbreitung
Zu Beginn des 20. Jahrhunderts war der Name Ingrid in Deutschland eher ungebräuchlich. Ab etwa 1910 kam er jedoch immer mehr in Mode. Vom Ende der zwanziger bis zum Anfang der fünfziger Jahre war er unter den zehn am häufigsten vergebenen weiblichen Vornamen, im Jahr 1934 sogar der häufigste überhaupt. Seine Popularität schwand jedoch während der fünfziger und sechziger Jahre, so dass heute kaum noch Mädchen Ingrid genannt werden.

## Namenstage
- Ingrid:
  - in Deutschland: 2. September, 9. Oktober
  - in Finnland: 5. Oktober
  - in Norwegen: 10. Februar
  - in Schweden: 5. Oktober, 9. Oktober
  - in Ungarn: 5. Februar
  - in Spanien :  Santo 30. August
- Ingrida:
  - in Litauen: 2. September
  - in der Slowakei: 8. Mai
- Inger:
  - in Dänemark und Norwegen: 26. Februar
  - in Finnland: 5. Oktober
  - in Schweden: 5. und 9. Oktober
- Ingfrid: 10. Februar (in Norwegen)
- Inkeri: 25. Oktober (in Finnland)

## Namensträgerinnen
- Ingrid Alexandra von Norwegen (* 2004), Prinzessin von Norwegen, Tochter von Kronprinz Haakon von Norwegen und Kronprinzessin Mette-Marit von Norwegen
- Ingrid von Schweden (1910–2000), Frau des Königs Friedrich IX. von Dänemark

- Ingrid Emiliana Alberini (* 1973), italienische Sängerin, siehe In-Grid
- Ingrid Andree (* 1931), deutsche Schauspielerin und Hörspielsprecherin
- Ingrid Auerswald (* 1957), deutsche Leichtathletin, Olympiasiegerin und Weltmeisterin
- Ingrid van Bergen (* 1931), deutsche Schauspielerin
- Ingrid Bergman (1915–1982), schwedische Schauspielerin
- Íngrid Betancourt (* 1961), französisch-kolumbianische Politikerin und ehemalige FARC-Geisel
- Ingrid Bruckert (* 1952), deutsche Hockeyspielerin
- Ingrid Caven (* 1938), deutsche Chanson-Sängerin und Schauspielerin
- Ingrid Chauvin (* 1973), französische Schauspielerin
- Ingrid Eberle (* 1957), österreichische Skirennläuferin
- Ingrid Fiskaa (* 1977), norwegische Politikerin
- Ingrid Gerhard (* 1944), deutsche Gynäkologin, Naturheilkundlerin und Sachbuchautorin
- Ingrid Hadler (* 1946), norwegische Orientierungsläuferin
- Ingrid Haebler (1929–2023), österreichische Pianistin
- Ingrid Hätscher, deutsche Ruderin
- Ingrid Heggø (* 1961), norwegische Politikerin
- Ingrid Espelid Hovig (1924–2018), norwegische Moderatorin, Hauswirtschaftslehrerin und Autorin
- Ingrid Jacquemod (* 1978), französische Skirennläuferin
- Ingrid Kaltenegger (* 1971), österreichische Schriftstellerin, Drehbuchautorin und Schauspielerin
- Ingrid Klimke (* 1968), deutsche Dressur- und Vielseitigkeitsreiterin
- Ingrid Leodolter (1919–1986), österreichische Politikerin (SPÖ) und Gesundheitsministerin
- Ingrid Gjessing Linhave (* 1977), norwegische Moderatorin
- Ingrid Matthäus-Maier (* 1945), deutsche Politikerin
- Ingrid Marie Mikelsen (* 1976), norwegische Diplomatin
- Ingrid Newkirk (* 1949), englische Tierschutzaktivistin
- Ingrid Nilsen (* 1989), US-amerikanische Videobloggerin
- Ingrid Noll (* 1935), deutsche Krimi-Schriftstellerin
- Ingrid Pan (1930–1995), deutsche Schauspielerin und Hörspielsprecherin
- Ingrid Persdotter (15. Jh. – 1524), (fiktive) schwedische Nonne
- Ingrid Peters (* 1954), deutsche Schlagersängerin
- Ingrid Rentsch (1928–2022), deutsche Schauspielerin
- Ingrid Riedel (* 1935), deutsche Analytische Psychologin, Theologin, Germanistin, Religionspsychologin, Autorin und emeritierte Hochschullehrerin
- Ingrid Schmidt (Schwimmerin) (1945–2023), deutsche Schwimmerin
- Ingrid Schmidt (Juristin) (* 1955), Präsidentin des Bundesarbeitsgerichts
- Ingrid Schubert (RAF-Mitglied) (1944–1977), deutsche Terroristin und Gründungsmitglied der „Rote Armee Fraktion“
- Ingrid Schubert (Politikerin) (* 1950), österreichische Politikerin (SPÖ)
- Ingrid Schulerud (* 1959), norwegische Diplomatin
- Ingrid Steeger (1947–2023), deutsche Schauspielerin
- Ingerid Stenvold (* 1977), norwegische Fernsehmoderatorin und Skilangläuferin
- Ingrid Stöckl (Skirennläuferin) (* 1969), österreichische Skirennläuferin
- Ingrid Strobl (1952–2024), österreichische Journalistin, Buchautorin und Dokumentarfilmerin
- Ingrid Thurnher (* 1962), österreichische Fernsehjournalistin und Moderatorin
- Ingrid Turković-Wendl (* 1940), österreichische Eiskunstläuferin und Fernsehmoderatorin
- Ingrid Wallin (* 1943), schwedische Schauspielerin

## Sonstiges
- (1026) Ingrid, ein Asteroid des Hauptgürtels.
- Die Ingrid machen – In der deutschsprachigen Netzkultur, insbesondere im Usenet, bezeichnet die Redewendung Die Ingrid machen (und entsprechende Abwandlungen), dass ein Autor auf seinen eigenen Beitrag antwortet, z. B. weil er selbst die Antwort zu seinem Problem gefunden hat, bevor jemand anderes ihm geantwortet hat. Hierbei wird dann mit „Ingrid“ unterschrieben. Namensstiftend war eine Schreiberin namens Ingrid, die durch exzessive Eigenantworten auffällig geworden war. Die Redewendung lässt sich per Google Groups erstmals in einer Nachricht vom 6. August 1997 nachweisen.[2]

- Ingo, Inga, Ingolf, Ingmar, Ingobald, Inka, Inken, Ina
- Ingrid-Christensen-Küste, Küstenabschnitt des Prinzessin-Elisabeth-Lands, Antarktika
- Kap Ingrid, Kap der Peter-I.-Insel in der Antarktis
- Ingrid (Schiff, 1972), ein Schiff, das auf dem Titisee verkehrt